# Margarinotus impiger
Margarinotus impiger är en skalbaggsart som först beskrevs av Lewis 1905.  Margarinotus impiger ingår i släktet Margarinotus och familjen stumpbaggar. Inga underarter finns listade i Catalogue of Life.